# Jan Mořic Strachwitz
Jan Mořic baron von Strachwitz a Gross-Zauche (3. února 1721, Cieszkowa u Lublince – 28. ledna 1781, Vratislav) byl římskokatolický duchovní a teolog. V letech 1761–1781 vykonával funkci pomocného biskupa ve Vratislavi a mezi lety 1766 a 1781 byl správcem pruské části diecéze.

## Životopis
Jan Mořic Strachwitz studoval na Vratislavské univerzitě a posléze na Collegium Germanicum v Římě. Roku 1744 získal titul doktora filozofie a byl vysvěcen na kněze. Po návratu do Slezska se stal proboštem v Namyslově a poté v Pačkově. Od roku 1748 zasedal ve vratislavské kapitule a o čtyři roky později se stal jejím scholastikem.
Roku 1761 se stal titulárním biskupem tiberiadským a zároveň pomocným biskupem vratislavským. V roce 1763 byl jmenován generálním vikářem. Po vyhnání biskupa Schaffgotsche do Rakouska se de facto ujal vlády nad diecézí. Byl loajální vůči orgánům státní správy i vůči Svatému stolci. Rok 1776 prohlásil za svatý. Byl horlivým propagátorem křesťanské nauky a hojně navštěvoval farnosti. Pro chudé nemocné založil nadaci a nemocnici Panny Marie Bolestné a svatého Vojtěcha ve Vratislavi a Namyslově.
Po skončení slezských válek přispěl na opravu katedrály svatého Jana Křtitele, ve které byl po své smrti roku 1781 pohřben.